# Lacabarède
Lacabarède település Franciaországban, Tarn megyében. Lakosainak száma 289 fő (2022. január 1.). Lacabarède Rouairoux, Cassagnoles, Ferrals-les-Montagnes, Anglès, Labastide-Rouairoux és Sauveterre községekkel határos.

## Népesség
A település népességének változása:
| Lakosok száma | 295  | 306  | 315  | 310  | 303  | 298  | 292  | 291  | 289  |
|               | 2013 | 2015 | 2016 | 2017 | 2018 | 2019 | 2020 | 2021 | 2022 |